# Dieter Schidor
Dieter Schidor (* 6 de març 1948 a Bienrode (ara Brunswick); † 17 de setembre 1987 a Munic) va ser un actor alemany.

## Vida
Després que Schidor va estudiar inicialment dret i va deixar la universitat amb el títol acadèmic de doctor en dret, va sol·licitar ser actor. Va debutar a la pel·lícula de televisió Piggies dirigida per Peter Zadek. Schidor va actuar sota directors com Wolfgang Staudte, Sam Peckinpah, Costa-Gavras i Rainer Werner Fassbinder. Va ser utilitzat molt sovint per George Moorse.
Dieter Schidor va guanyar notorietat a través de l'emissió de 1971 de la sèrie de ZDF Der Seewolf, en què va encarnar l'heroi del títol juvenil Wolf Larsen, àlies "Frisco Kid". A partir d'aleshores, Schidor es va veure amb més freqüència a la televisió, per exemple en sèries com Der Kommissar, Derrick, Der Alte o Tatort. Molt sovint interpretava els criminals mentalment inestables.
Schidor també va treballar com a actor i productor en l'adaptació cinematogràfica de la novel·la de Jean Genet Querelle de Rainer Werner Fassbinder. Schidor va rodar el documental Der Bauer von Babylon sobre el rodatge d'aquesta pel·lícula, en el qual es pot veure l'última entrevista més llarga a Rainer Werner Fassbinder.
De 1977 a 1986, Schidor va viure amb Michael McLernon, un actor i productor neozelandès.
El 1986 el seu company Michael va morir de sida. Schidor, que també estava infectat, va intentar un suïcidi que va provocar un debilitament de la qual va morir el 1987, als 39 anys, com a conseqüència de la sida. Dieter Schidor va ser enterrat al cementiri de Querum a Braunschweig. Més tard va ser enterrat en una tomba d'honor.

## Filmografia
Com a actor:
- 1970: Piggies – Director: Peter Zadek
- 1970: Der Sonne entgegen – Director: Peter Lilienthal
- 1971: Der Seewolf (Minisèrie de televisió)
- 1972: Pan – Director: George Moorse
- 1972: Tatort – Kressin und der Mann mit dem gelben Koffer
- 1973: Kain – Director: Dietmar Schönherr
- 1974: Gemeinderätin Schumann – Director: Helmut Kissel
- 1974: Inki – Director: George Moorse
- 1974: Der Kommissar Episodi 69: Ein Anteil am Leben – Director: Ullrich Haupt
- 1975: Der Kommissar – Eine Grenzüberschreitung – Director: Michael Braun
- 1976: Satansbraten
- 1976: Ich will doch nur, daß ihr mich liebt (telefilm)
- 1976: Sehnsucht nach Afrika
- 1977: Steiner – Das Eiserne Kreuz
- 1977: Gruppenbild mit Dame
- 1977: Tod oder Freiheit
- 1977: Derrick – Inkasso – Director: Helmuth Ashley
- 1978: Der Schneider von Ulm
- 1978: Tatort – Lockruf
- 1978: Tatort – Sterne für den Orient – Director: Günter Gräwert
- 1978: Der Alte – Der Pelikan – Director: Johannes Schaaf
- 1978: Kain – Director: Dietmar Schönherr
- 1979: Derrick – Anschlag auf Bruno – Episodi 54 – Director: Theodor Grädler
- 1978: Son of Hitler
- 1979: Steiner – Das Eiserne Kreuz II
- 1979: Clair de femme
- 1979: Das verbotene Spiel – Director: George Moorse
- 1980: Der Alte: Das letzte Wort hat die Tote
- 1980: Grenzfälle, Director: Imo Moszkowicz
- 1980: Mannen Som Gick upp I Rök
- 1980: The Formula
- 1981: Der Alte: Bis daß der Tod uns scheidet
- 1981: Heute spielen wir den Boß – Wo geht’s denn hier zum Film?
- 1982: L'ansietat de Veronika Voss
- 1982: Querelle
- 1983: Brandmale
- 1983: Kerbels Flucht – Director: Erwin Keusch
- 1983: Der Alte: Freundschaftsdienst – Director: Theodor Grädler
- 1983: Derrick: Die kleine Ahrens – Director: Günter Gräwert
- 1984: Der Havarist – Director: Wolf-Eckart Bühler
- 1984: Der Alte: Der Unbekannte im Spiel
- 1985: Der Alte: Der Sohn
- 1985: Derrick: Gregs Trompete – Director: Jürgen Goslar
- 1985: Polizeiinspektion 1: Bilderwut
- 1986: Mino – Ein Junge zwischen den Fronten
- 1986: Polizeiinspektion 1: Der wunde Punkt
- 1986: Der Alte: Tödliche Freundschaft
- 1987: Der Alte: Die Abrechnung

Com a director:
- 1982: Der Bauer von Babylon
- 1985: Kalt in Kolumbien

- 1987: Verbieten Verboten
- 1987: Anna (sèrie de televisió)
- 1987: Tatort – Blindflug
- 1987: Dies Bildnis ist zum Morden schön